# Oronccoy (distrito)
Oronccoy é um distrito do peru, departamento de Ayacucho, localizada na província de La Mar.

## Transporte
O distrito de Oronccoy não é servido pelo sistema de estradas terrestres do Peru.